# Жалар слепић
Жалар слепић (лат. Thinornis dubius) је жалар мале величине. Име рода Charadrius је каснолатинска реч за жућкасту птицу поменуту у Вулгати из четвртог века. Потиче од старогрчке речи θις ово, θινος плажа thinos; ορνις ornis, ορνιθος ornithos птица. Специфична реч dubius на латинском значи сумњиво, јер је Сонерат, пишући 1776. године, сматрао да би ова птица могла бити само варијанта жалара блатарића.

## Опис
Одрасле јединке жалара слепића зујке имају сиво-смеђа леђа и крила, бели стомак и беле груди са једном црном траком око врата. Имају смеђу капу, бело чело, црну маску око очију са белом изнад и кратак тамни кљун. Ноге су боје коже, а прсти су сви испреплетени пловним кожицама.
Ова врста се разликује од већег жалара блатарића по боји ногу, шари на глави и присуству јасног жутог прстена око ока.

## Галерија
- Парење, мужјак удара у клоаку женке птице
- Јаје Thinornis dubius, MHNT
- Птић жалара слепића
- Младунац на језеру Пуликат, Индија
- Код бране Фулзар, Џамнагар
- На реци Падма, Бангладеш
- Одрасла јединка у перју за размножавање у резервату птица Хиџадија, Гуџарат, Индија
- На Малти

## Станишта и распрострањеност
Њихово станиште за размножавање су отворена шљунковита подручја у близини слатке воде, укључујући шљунковите јаме, острва и речне обале широм Палеарктика, укључујући и северозападну Африку. Гнезде се на земљи на камењу са мало или без биљног раста. И мужјаци и женке се смењују у инкубацији јаја.
Миграторне су животиње и зимују у Африци. Ове птице траже храну на блатњавим подручјима, обично прегледом терена. Хране се инсектима и црвима.

## Подврсте
Препознате су три подврсте:
- Thinornis dubius curonicus (JF Gmelin, 1789) - од Евроазије, руског Далеког истока, Јапана, Кореје, Кине до Северне Африке. Зиму проводи у Сахари, Шри Ланки, Индонезији и Кини.
- Thinornis dubius jerdoni (Legge, 1880) - од Индије, Шри Ланке, Пакистана до Југоисточне Азије.
- Thinornis dubius dubius (Scopoli, 1786) - од Филипина, Нове Гвинеје до Бизмарковог архипелага.

## Заштита
Жалар слепић је једна од врста на коју се примењује Споразум о очувању афричко-евроазијских птица селица водених станишта (AEWA).